# Sajóörös
Sajóörös ist eine ungarische Gemeinde im Kreis Tiszaújváros im Komitat Borsod-Abaúj-Zemplén.

## Geografische Lage
Sajóörös liegt in Nordungarn, 24 Kilometer südöstlich des Komitatssitzes Miskolc, drei Kilometer nordöstlich der Kreisstadt Tiszaújváros, am Ufer des Flusses Sajó. Die Nachbargemeinde Sajószöged befindet sich südwestlich des Ortes.

## Sehenswürdigkeiten
- Römisch-katholische Kirche Gyümölcsoltó Boldogasszony, erbaut 1914. Die Kirche wird sowohl von der römisch-katholischen wie auch von der griechisch-katholischen Gemeinde genutzt.
- Melczer-kastély

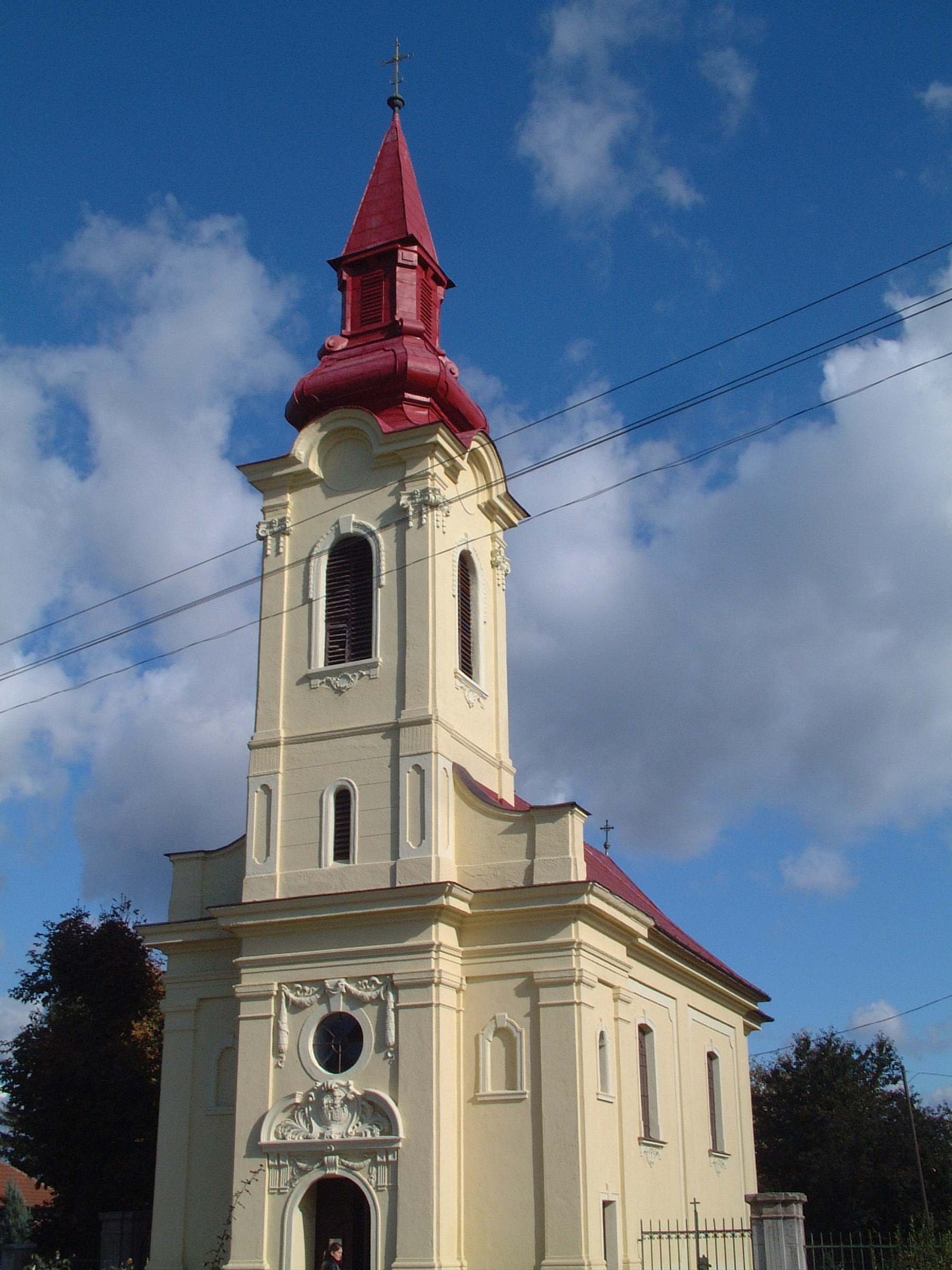
Römisch-katholische Kirche Gyümölcsoltó Boldogasszony
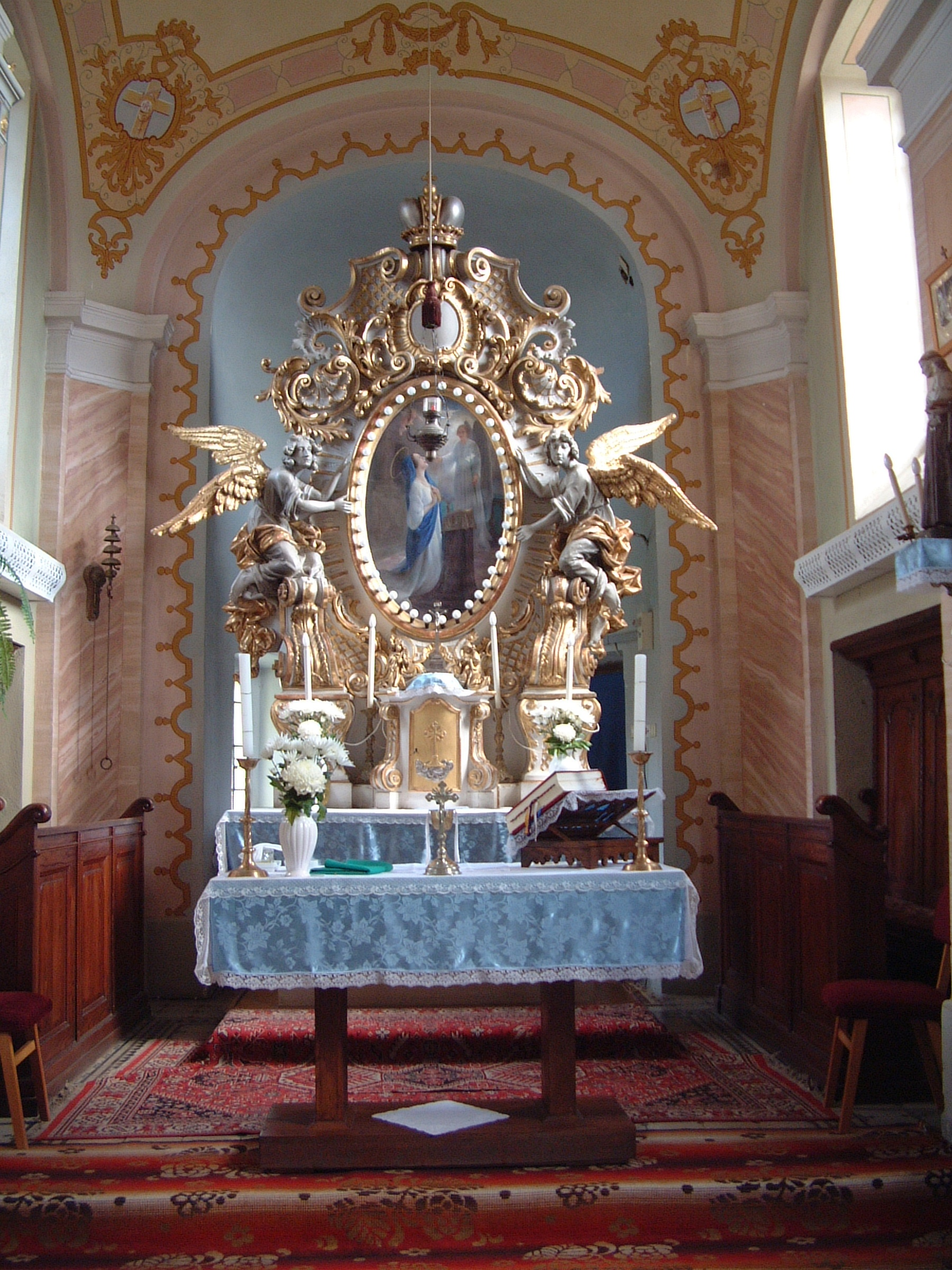
Altar in der Kirche

## Verkehr
Durch Sajóörös verläuft die Nebenstraße Nr. 36107. Es bestehen Busverbindungen nach Tiszaújváros sowie über Sajószöged, Nagycsécs, Ónod und Nyékládháza nach Miskolc. Die nächstgelegenen Bahnhöfe befinden sich in Sajószöged und 
Tiszaújváros.